# ローラ・ニーロ
ローラ・ニーロ（Laura Nyro ( [ˈnɪəroʊ] NEER-oh (≒ ニアロウ))、出生名：Laura Nigro、死亡時の正式名：Laura Bianchini、1947年10月18日 - 1997年4月8日）は、アメリカのソングライター、歌手およびピアニスト。
ニーロは自身のレコーディング、特にアルバム『イーライと13番目の懺悔』（1968年）および『ニューヨーク・テンダベリー』（1969年）で評論家の称賛を浴びるとともに、バーブラ・ストライサンドやフィフス・ディメンションなどのアーティストが彼女の曲をレコーディングして商業的に成功を収めた。ニーロのスタイルはブリル・ビルディング・サウンドのニューヨーク・ポップとジャズ、リズム・アンド・ブルース、ショー・チューン、ロックおよびソウルの混合である。ニーロは力強く情感的なボーカルスタイルと3オクターブのメゾソプラノの音域でも称賛されている。
1968年から70年にかけて、数多くのアーティストがニーロの曲でヒットを生み出した：フィフス・ディメンションが「ブローイング・アウェイ」、「ウェディング・ベル・ブルース」、「ストーンド・ソウル・ピクニック」、「スウィート・ブラインドネス」、「セイヴ・ザ・カントリー」を、ブラッド・スウェット・アンド・ティアーズおよびピーター・ポール&マリーが「アンド・ホエン・アイ・ダイ」を、スリー・ドッグ・ナイトおよびメイナード・ファーガソンが「イーライがやって来る」を、バーブラ・ストライサンドが「ストーニー・エンド」、「タイム・アンド・ラヴ」、「ハンズ・オフ・ザ・マン（フリム・フラム・マン）」をカバーした。ニーロ自身の最も売れたシングルはキャロル・キングとジェリー・ゴフィンの「アップ・オン・ザ・ルーフ」のカバーだった。
2010年、ソングライターの殿堂に死後の殿堂入りをはたした。2012年、ロックの殿堂に死後の殿堂入りをはたした。。
「Q誌の選ぶ歴史上最も偉大な100人のシンガー」において94位にランクインした。
1972年と1994年に来日公演を行っている。

## 経歴

### 生い立ち
ニーロはローラ・ナイロとしてブロンクスでピアノ調律師兼ジャズトランペッターのルイス・ナイロと帳簿係のギルダ・ナイロ（旧姓ミンスキー）の娘として生まれた（姓の "Nigro" の発音はイタリア系としては正しくは「ニーグロ(NEE-gro)」だが、父親のルイスが人種的なトラブルを回避するために「ナイロ(NIGH-ro)」と発音することにしていた）。高校中退後、ローラは自身の姓を(NEAR-ohと発音する)"Nyro"とする。
ローラの弟のジャン・ナイロは有名な子供向け音楽家となった。ローラはロシア系ユダヤ人とポーランド系ユダヤ人の子孫であり、父方の祖父からイタリア系の血筋も引いていた。
「5歳の時から自分の小さな世界、音楽の世界を作っていた」とニーロは1970年にビルボード誌に語り、彼女にとって音楽を作ることは困難な子供時代に対処する手段だったとして、「私は明るく、ハッピーな子供ではなかった」と付け加えている。子供として、ニーロはピアノを練習し、詩を読み、母のレオンティン・プライス、ニーナ・シモン、ジュディ・ガーランド、ビリー・ホリデイおよびドビュッシーやラヴェルと言ったクラシックの作曲家のレコードを聞いていた。最初の曲を作曲したのは8歳の時だった。夏は家族と共に父親が避暑地でトランペットを演奏するキャッツキル山地で過ごした。ニューヨーク倫理文化学会の日曜学校に登録し、基礎教育を受けたが、音楽芸術高校にも通学した。
ニーロはアーティストの叔母のテレサ・バーンスタインと叔父のウィリアム・マイヤーウィッツと親しく、彼らがニーロの教育と初期のキャリアを支援した。
高校生の時に友人達とのグループで地下鉄の駅や街角で歌っていた。ニーロは「ハーモニーグループがいたので、10代のころはパーティーや路上で歌うために出かけていて、それが若い時分の楽しみの一つだった」と語っている。「いくつかの歌の社会的関心にいつも興味を持っていた。母と祖父は進歩的な考えの人で、だから平和運動や女性運動の中でくつろげて、これが私の音楽にも影響を与えている」とニーロはコメントしている。

### 初期のキャリア

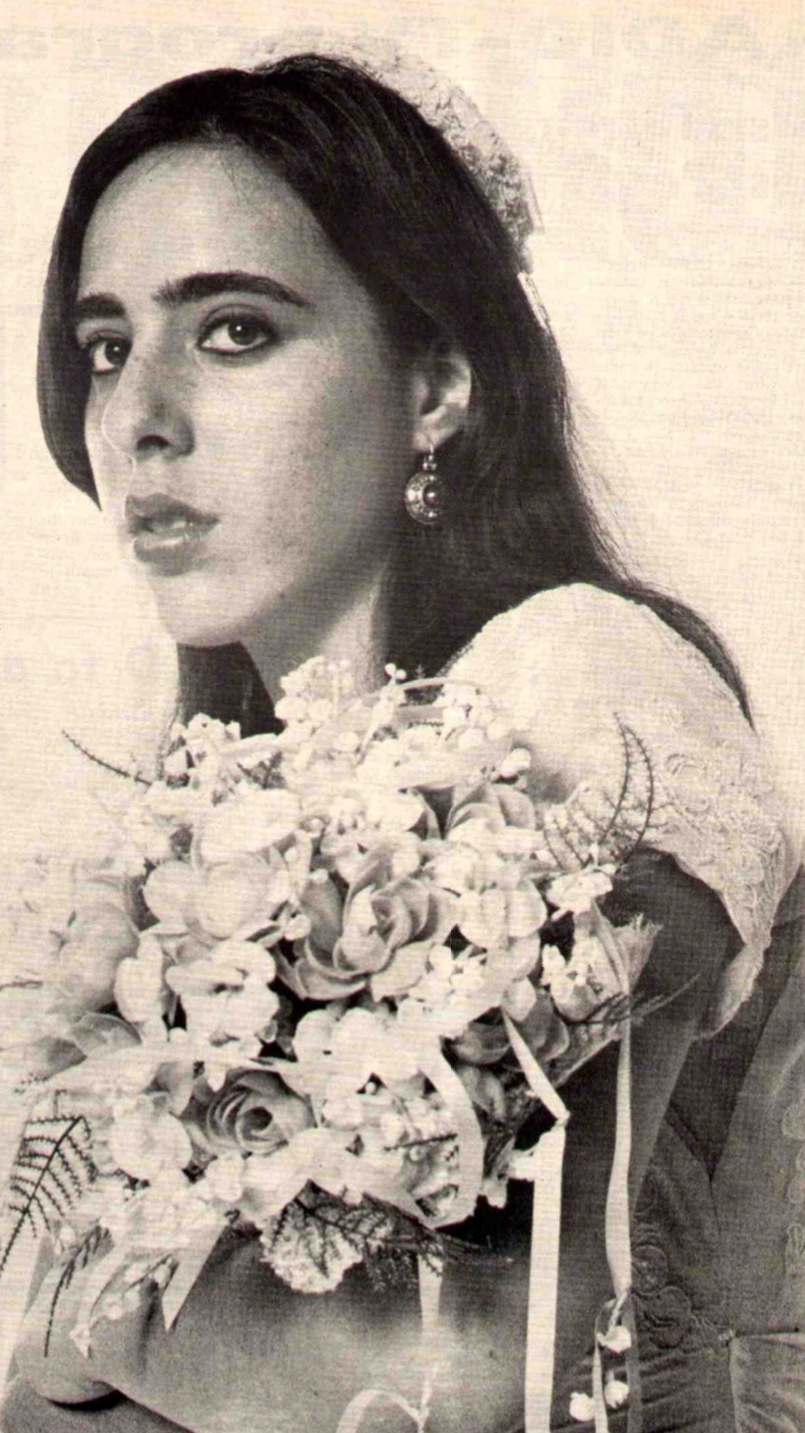
デビュー当時 (1966年)

ルイス・ナイロの仕事がレコード会社取締役のアーティ・モーガルと、彼のパートナーで、1966年にニーロをオーディションして、最初のマネージャーとなったポール・バリーと接触させた。しかしながら、ナイロは後にバリーが「一度も」彼のクライアントにローラのことを言及しなかったと述べ、「私がそうしたら彼らは私を笑っただろう」と付け加えている。
10代の頃、ローラはさまざまな苗字を使っていた。たまたま「ニーロ」という名字を使ったときに見いだされ、以降はそれで通すことになった。
モーガルはニーロの録音とマネージメントの契約を交渉し、ニーロはデビューアルバム『モア・ザン・ナ・ニュー・ディスカバリー』をヴァーヴ・フォークウェイ・レーベル（後にヴァーヴ・フォアキャスト・レコードに改名）向けに録音した。その後、このアルバムからの楽曲がフィフス・ディメンション、ブラッド・スウェット・アンド・ティアーズ、バーブラ・ストライサンドによってヒットした。
1966年7月13日、ローラ・ニーロは『モア・ザン・ナ・ニュー・ディスカバリー』の一部として初期のバージョンの「タイム・アンド・ラブ」同様に「ストーニー・エンド」と「ウェディング・ベル・ブルース」をマンハッタン西54丁目237のベル・サウンド・スタジオで録音した。一月ほどたって、ニーロは「アンド・ホエン・アイ・ダイ」をピーター・ポール&マリーに5000ドルで売った。1966年9月17日、ローラ・ニーロとヴァーヴ・フォークウェイは「ウェディング・ベル・ブルース」/「ストーニー・エンド」をシングルとして売り出した。「ウェディング・ベル・ブルース」は特に西海岸で少しヒットした。ニーロは1966年11月29日にニューヨークで『モア・ザン・ナ・ニュー・ディスカバリー』を仕上げ、1967年1月16日から約一か月間、19歳でプロとしての長時間の出演をサンフランシスコのコーヒーハウス「ハングリー・アイ」で行った。1967年2月、ヴァーヴ・フォークウェイは『モア・ザン・ナ・ニュー・ディスカバリー』を発売した。1967年3月4日、ニーロはクレイ・コールの「ディスコテック」エピソード7.23にディオン・アンド・ザ・ベルモンツなどと共に出演したが、不幸なことにこの時の録音は失われている。1967年3月21日、テレビ番組 Where the Action Is のエピソード3.140に出演し、「ウェディング・ベル・ブルース」（部分的に現存）、「ブローイン・アウェイ」（紛失）、「グッバイ・ジョー」（紛失）のビデオを公開した。
1967年6月17日、ニーロはモントレー・ポップ・フェスティバルに出演した。ニーロのパフォーマンスは失敗で、ブーイングの中でステージを降りたとする報告もあるが、、後に公開さ
れた録音はこの説明と矛盾している。
それからすぐに、デヴィッド・ゲフィンがニーロのエージェント契約を引き継ぐためにモーガルに接触してきた。ニーロは未成年の間に契約を結んだことを理由にマネージメントとレコーディングの契約を無効とする訴えを起こした。ゲフィンがニーロのマネージャーとなり、ニーロの将来の曲作りからの利益が双方に等分に配分されるように二人は音楽出版会社のツナ・フィッシュ・ミュージックを設立した。ゲフィンはコロムビア・レコードのクライヴ・デイヴィスとの間でニーロの新しいレコーディング契約を調整し、ニーロの初期の曲の出版権を買い取った。回顧録 Clive: Inside the Record Business のなかでデイヴィスは自身に向けたニーロのオーディションを回想している：ニーロはデイヴィスを自分のニューヨークのアパートメントに招待し、ピアノの横のテレビ以外のすべての照明を消し、『イーライと13番目の懺悔』になる楽曲を演奏した。この当時、ニーロはブラッド・スウェット・アンド・ティアーズから創設メンバーのアル・クーパーが離脱した後にバンドのリードボーカリストになることを考えていたが、ゲフィンによって思いとどまらせられた。ブラッド・スウェット・アンド・ティアーズはニーロの「アンド・ホエン・アイ・ダイ」のカバーをヒットさせた。
新しい契約はニーロに芸術的な自由とコントロールを与えた。1968年、コロムビアはニーロのセカンドアルバム『イーライと13番目の懺悔』を発売し、このポップな構造とインスピレーションを得たイメージ、豊かなボーカルとアヴァンギャルドジャズを融合させた演奏と編曲の深みと洗練さに評論家の称賛を集め、ニーロの最高の作品の一つと広く考えらえている。『イーライ』のあとにはもう一つの高く評価され、ニーロの芸術的信頼性を確固たるものにした1969年の『ニューヨーク・テンダベリー』が続いた。他のアーティストがカバーした最も評価の高い人気曲である「タイム・アンド・ラブ」と「セイヴ・ザ・カントリー」の2曲が含まれていた。1969年11月の感謝祭の次の週末、ニーロはカーネギー・ホールで2回公演を行った。ニーロ自身のレコードはもっぱら忠実なファンに購入されていた。このことからクライヴ・デイヴィスは回顧録でニーロのレコードは他のミュージシャンに向けたデモンストレーションに似たものになったと指摘している。
1969年にヴァーヴはニーロのデビューアルバムを『ファースト・ソングス』として再発売した。同ね、ゲフィンとニーロはツナ・フィッシュ・ミュージックをCBSに450万ドルで売却した。ニーロとのパートナーシップ契約によって、ゲフィンはこの売却益の半分を受け取り、二人そろって大金持ちになった。
ニーロの4枚目のアルバム、『魂の叫び』は1970年の終わりにリリースされた。
楽曲としては「支那ちょうちんのある二階部屋 (Upstairs By a Chinese Lamp)」や「私がフリーポートならあなたはメイン・ドラッグ (When I Was a Freeport and You Were the Main Drag)」が含まれ、デュアン・オールマンやマッスル・ショールズのミュージシャンが参加した。
翌年の『ゴナ・テイク・ア・ミラクル』はボーカル・グループのラベル（パティ・ラベル、ノナ・ヘンドリクス、サラ・ダッシュ）とケニー・ギャンブルとレオン・ハフの製作チームと共に録音したニーロの大好きな「十代の鼓動の歌」のコレクションである。
「デザレ (Désiree)」（オリジナルはザ・チャーツの "Deserie" ）の帰属を除けば、このアルバムは全曲が非オリジナルの唯一のニーロのアルバムであり、「ジミー・マック」、「ノーホエア・トゥ・ラン」、「スパニッシュ・ハーレム」などの曲がフィーチャーされている。
1971年、デヴィッド・ゲフィンは彼のクライアントの一人であるジャクソン・ブラウン（当時、ニーロと関係していた）のレコーディング契約に際して困難に直面していたこともあり、自身のレコードレーベル、アサイラム・レコードの設立に取り組んでいた。ゲフィンはニーロを新しいレーベルに招き、彼女が最初の契約ミュージシャンになると公表したが、正式な署名がなされる直前にゲフィンへの通知なしにニーロが心変わりしてコロムビアと再契約することを知った。自身の人生についての2012年のPBSのドキュメンタリー番組でこのことについて聞かれた時に、ニーロを親友だと思っていたのでニーロによる拒絶はそれまでの人生最大の裏切りであり、その後「何日も泣いていた」と述べている。
1971年末までに、ニーロは大工のデヴィッド・ビアンキーニと結婚していた。ニーロは自分を有名人として売りこもうとすることに不快感を覚え、24歳で音楽業界からの引退を表明した。1973年、ヴァーブでのデビューアルバムがコロムビア・レコードから『ファースト・ソングス』として再発売した。

### その後のキャリア
1976年までにニーロの結婚は破綻し、新曲で構成されたアルバム『スマイル』をリリースした。フルバンドを伴った4か月におよぶツアー行い、その結果が1977年のライブアルバム『光の季節』としてまとめられた。
ニーロのただ一人の子供を妊娠しているときに録音された1978年のアルバム『愛の営み』のあとで、1984年の『マザーズ・スピリチュアル』までニーロは再びレコーディングを休止した。バンドと共に1988年にこの10年で初のコンサート出演となるツアーを開始した。このツアーは動物愛護運動に捧げられていた。このショーは1989年にリリースされた新曲6曲を含むアルバム『ライヴ・アット・ザ・ボトム・ライン』に結びついた。
コロムビアからの最後であり、ニーロのオリジナルの楽曲を用いた最後のアルバムとなる『抱擁〜犬の散歩はお願いね、そして明かりはつけておいて』（1993年）はスティーリー・ダンのプロデュースで知られるゲイリー・カッツの共同プロデュースとなった。このアルバムのリリースはポピュラー音楽界におけるニーロの立場の再評価を引き起こし、新しい商業的オファーを引き起こした。ニーロはアカデミー賞を受賞することになるナバホ族の不当な移住についてのドキュメンタリー』映画『ブロークン・レインボー』に珍しく抗議する曲を提供したが、劇中曲作曲のオファーは断った。
ニーロは1980年代から90年代にかけて友人でドラマーのニディア・"リバティ"・マータや、バンドアイシスのメンバーのようなレズビアン＝フェミニストの女性音楽サブカルチャーの女性ミュージシャンと一緒の演奏を増やしていた。この時期、ニーロは1989年のミシガン・ウーミンズ・ミュージック・フェスティバルや同年のニューポート・フォーク・フェスティバルなどに出演しており、ニーロのパフォーマンスの一部を含むCDがリリースされた。1991年7月4日、マサチューセッツ州レノックスのタングルウッド音楽センターでボブ・ディランのオープニングアクトをつとめた。ニーロの晩年の公演としては1994年11月のロンドン・イズリントンのユニオン・チャペル、1994年のニューヨークのボトムライン・クリスマス・イヴ・ショー、1995年2月11日と12日のロサンゼルス・マッケイブズでの公演がある。
この時期、『ザ・トゥナイト・ショー』と『レイト・ショー・ウィズ・デイヴィッド・レターマン』の両方のスタッフがテレビ出演を求めてしつこく追い掛け回したが、ニーロはテレビに出演することへの不快感を理由に断った（ニーロはごく初期に数回テレビ出演した以外は1990年のアースデイに映画『ブローク・レイボー』の主題歌を歌うためにVH-1に出演した以外はテレビ出演を避けていた）。プロデューサーのゲイリー・カッツによれば、ニーロは1993年度の『サタデー・ナイト・ライブ』最初の音楽ゲストのオファーも断っていた。公式のビデオはリリースしたことがなかったが、1990年代に何回かの「ボトムライン」への出演を撮影すると言う提案はあった。

### 私生活
ニーロはバイセクシャルだったが、このことは近しい友人以外には知られていなかった。ニーロは1970年終わりから1971年の初めにかけてシンガーソングライターのジャクソン・ブラウンと関係を持っていた。当時、ブラウンはニーロのオープニングアクトをつとめていた。
ニーロは1971年10月にベトナム復員兵のデイヴィッド・ビアンキーニと結婚し、ビアンキーニとはつむじ風のようなロマンスと、その後の3年間をマサチューセッツ州の小さな町で過ごした。結婚生活は3年後に終わりを迎えたが、この期間にニーロは、彼女の最初の5枚のレコードを録音した都会での生活とは対照的な田舎暮らしになじんだ。
1975年にビアンキーニと別れた後、ニーロは卵巣がんで49歳で亡くなった母ギルダの死によるトラウマに苦しんだ。『イーライと13番目の懺悔』で一緒に働いたチャーリー・カレロの協力を得てニュー・アルバムをレコーディングすることで慰めを得た。
1978年、ハリンドラ・シンとの短い期間の関係から息子を出産し、前夫の名字を付けてギル・ビアンキーニ（ミュージシャンとしてはGil-Tとして知られる）と名付けた。
1980年代の初め、ニーロは画家のマリア・デシデリオ（1954年-1999年）と暮らし始め、ニーロが他界するまでの17年間二人の関係は続いた。
ニーロはフェミニストであり、さまざまな状況で大っぴらに議論し、「私は曲作りにいくつかのフェミニストの視点を持ち込んでいる、それが私の人生に対する見方だから」とも述べている。
1980年代の終わりまでにニーロは動物の権利活動家かつヴェジタリアンとなっており、自身のコンサートでこの主題に関する文献を提供し始めた。

### 死
1996年の後半、母親と同様にニーロは卵巣がんと診断された。診断後、コロムビア・レコードはニーロがかかわったうえでコロムビア時代の音源を使った2枚組の懐古的なCDを準備した。ニーロは1997年の『ザ・ベスト・オヴ・ローラ・ニーロ～ストーンド・ソウル・ピクニック』がリリースされるまで生き永らえた。
ニーロは1997年4月8日にコネチカット州ダンベリーで卵巣がんにより49歳で死去したが、これは母親が死去したのと同じ年齢だった。遺灰はダンベリーの自宅の庭に植わった楓の木の下に撒かれた。

## 遺産

### 死後のリリース
ニーロの死後にリリースされた作品には1994年と1995年に行った最後のスタジオ録音を収録された2001年の『エンジェル・イン・ザ・ダーク』Angel In The Darkや、1993年と1994年のボトムラインのクリスマス・ショーでのピアノ伴奏とハーモニーシンガーを伴ったライブ音源を使った『ライヴ！ザ・ルームズ・デザイア―』The Loom's Desire などがある。

### 影響
ニーロのポピュラー・ミュージシャンへの影響はジョニ・ミッチェル、キャロル・キング、トーリ・エイモス、パティ・スミス、ケイト・ブッシュ、ディアマンダ・ガラス、ベット・ミドラー、リッキー・リー・ジョーンズ、エルトン・ジョン、ジャクソン・ブラウン、アリス・クーパー、エルヴィス・コステロ、シンディ・ローパー、トッド・ラングレン、スティーリー・ダン、サラ・クラックネル、メリサ・マンチェスター、リサ・ゲルマーノ、ロザンナ・キャッシュなどのアーティストによっても認められている。
トッド・ラングレンはニーロの『イーライと13番目の懺悔』を聴いてから「ザ・フーのような曲を書くのをやめて、ローラのような曲を描き始めた」と述べている。
シンディ・ローパーはグラミー賞にノミネートされた2003年のカバーアルバム『アット・ラスト』に収録した「ウォーク・オン・バイ」の自身の解釈はローラにインスパイアされたことを認めている。
エルトン・ジョンとエルヴィス・コステロはコステロのインタビュー番組『スペクタクル」のプレミア回で、二人に対するニーロの影響について語り合った。番組ホストからほとんど無視されてきた偉大なパフォーマー/ソングライターを3人あげるとしたら誰かと尋ねられた時にその中の一人としてニーロの名前をあげた。エルトン・ジョンはアルバム『エルトン・ジョン3』に収録した1970年の曲「布教本部を焼き落とせ」に対するニーロの影響についても語っている。「私は彼女を偶像化した」と結論づけている。「魂、情熱、そして彼女のリズムとメロディの変化の仕方はそれまでに聞いたことのない大胆さだった。」
ソフト・ロック・グループの先駆けであるオルフェウスのリーダー、ブルース・アーノルドはニーロの音楽のファンであり、彼女同様に伝説的なスタジオ・ドラマー、バーナード・パーディと一緒に仕事をしていた。パーディとレコーディングしているときに、アーノルドはニーロの音楽への愛を口にしたが、パーディはニーロにまつわる話をした：1970年代後半のある夜、パーディはニーロの家で無名時代のオルフェウスのドラマーだったことを話した。ニーロはとても興奮し、レコードコレクションを保管している部屋に彼を連れて行った。彼女は聞き込んだオルフェウスの全てのLPと、将来のために封印してあるLPを引っ張り出してきた。
ダイアン・ポーラスとブルース・ブッシェルはアニカ・ノニ・ローズ主演でニーロの曲を元にしたミュージカル・レヴュー『イーライズ・カミン』を共同製作した。
ルイス・グリーンスタインとケイト・ファーバーはファーバーが出演し、エイドリアン・キャンベル＝ホルトが演出した一人芝居 "One Child Born: The Music of Laura Nyro" を書いた。"One Child Born" はニューヨーク市の共同芸術プロジェクトCAP21で開発され、ニューヨーク市のジョーのパブやローリー・ビーチマン劇場、フィラデルフィアのワールド・カフェ・ライブ、その他の会場で完売となった。
アルヴィン・エイリー・アメリカン・ダンス・シアターとカナダ国立バレエ団もニーロの音楽を公園に取り入れており、特に『魂の叫び』からの「汽車に乗って」(Been on a Train)は恋人が薬物の過剰摂取で死ぬのを見た女性を描写しており、エイリーのジュディス・ジェイミソンのための1971年のソロ Cry の第2楽章を構成している。
2007年10月2日、トニー賞に3度ノミネートされたジュディ・クーンはニューアルバム Serious Playground: The Songs of Laura Nyro （真面目な遊び場：ローラ・ニーロの歌）をリリースした。2007年1月のリンカーン・センターのアメリカン・ソングブック・シリーズでの完売したコンサートでデビューしたこのアルバムはニーロの大ヒット作品（「ストーンド・ソウル・ピクニック」、「ストーニー・エンド」）と同様に何曲かのニーロのあまり知られていない名曲が収録されている。
1992年、イングランドのシューゲイズ/ブリットポップ・バンド、ラッシュはローラ・ニーロについての曲（"Laura"）を彼らの初のフル・レングスのアルバム『スプーキー』に収録した。バンドの曲のいくつか（特にエマ・アンダーソンが書いたもの）は "When I Die" や "Single Girl" といったそのタイトルにニーロの音楽が反映されている。より近年の2012年、アンダーソンは彼女のTwitterアカウントでニーロについて "wondrous" と言及した。
2006年のアルバム、Build a Bridge でオペラ的/ブロードウェイのソプラノ歌手オードラ・マクドナルドはニーロの「トゥ・ア・チャイルド」と「トム・キャット・グッドバイ」のカバーを収録した。
ミュージカル作曲家のスティーヴン・シュワルツはニーロが彼の仕事に大きな影響を与えたことを認めている。
アリス・クーパーは自身の多局ネットのラジオ番組でニーロがお気に入りの歌手の一人であることを明らかにした。
ライロ・カイリーのジェニー・ルイスは2006年のソロアルバム Rabbit Fur Coat のプロモーションで繰り返しニーロの1971年のアルバム『ゴナ・テイク・ア・ミラクル』が自身の音楽に大きな影響を与えたと言及している。ルイスはこのアルバムのプロモーションのラビット・ファー・コート・ツアーの1曲目として「アイ・メット・ヒム・オン・ア・サンデー」(I Met Him on a Sunday)を演奏した。
2004年の映画『イノセント・ラブ』ではニーロのアルバム『ゴナ・テイク・ア・ミラクル』からの「デジレー」(Désiree)と「イッツ・ゴナ・テイク・ア・ミラクル」(It's Gonna Take a Miracle)の2曲を聞くことができる。
CBSオーケストラのリーダーで、『レイト・ショー・ウィズ・デイヴィッド・レターマン』の助手でもあるポール・シェイファーは、自分が無人島に持ってゆくアルバムは『イーライと13番目の懺悔』になるだろうと述べている。
キッス のポール・スタンレーはニーロの音楽の大ファンであることを何度か公言している。
パンク・ロック・バンドのXのエクシーン・セルヴェンカはお気に入りのソングライターにあげた。

### 伝記、分析およびトリビュート
1997年10月27日、女性たちがプロデュースした大規模なトリビュート・コンサートがニューヨークのビーコン・シアターで開かれた。出演者にはリッキー・リー・ジョーンズ、サンドラ・バーンハード、トシ・レーガン、フィービ・スノウ が含まれている。
バリー・シルバーとキャロル・コピンガーによって書かれた、ローラ・ニーロの音楽と人生を称賛するオリジナルのトリビュートショーである And a World To Carry On は2008年（2015年8月下旬に2回目の公演）にフロリダ州タンパのキャロルウッド・プレーヤーズ・シアターで初演を迎えた。
ミミ・コーエン主演のローラ・ニーロの音楽と人生を称賛するオリジナルのトリビュートショー To Carry On は2011年1月19日、マンハッタンのチェリーレーン・シアターで2回目の上演を果たした。
ミシェル・コート著のニーロの伝記、Soul Picnic: The Music and Passion of Laura Nyro（未訳、『ソウル・ピクニック：ローラ・ニーロの音楽と情熱』）は2002年にトーマス・ダン・ブックス/セント・マーティンズ・プレスから出版された。
音楽理論家のアリ・シャガルによるニーロの音楽の分析は、2003年にシカゴ大学で書かれ、ニーロのコーダルとハロルド・アーレン、ハリー・ウォーレン、ジョージ・シアリングのコーダルとの類似性を示すことで、ニーロの作品をグレイト・アメリカン・ソングブックに結びつけた。
ニーロの人生と音楽は、友人のベット・ミドラーがナレーションを付け、かつてのマネージャーであったデヴィッド・ゲフィン、共同プロデューサーのアリフ・マーディンとゲイリー・カッツ、そしてパフォーマーのスザンヌ・ヴェガとジャニス・イアンが出演した2005年のBBCラジオ2のドキュメンタリー ShootingStar – Laura Nyro Remembered で祝われた。この番組は2006年4月4日に再放送された。
ニーロと同時期にニューヨークのハイスクール・オブ・ミュージック・アンド・アートに通ったジャニス・イアンは自伝 Society's Child の中で1960年代後半のニーロとの友情について語った。イアンは彼女を長くて黒い髪の「モーティシア・アダムス」の似顔絵のように見えると説明し、「素晴らしいソングライター」であるが音楽用語では「奇妙にはっきりしない」と呼んだ。 イアンはプロデューサーのチャーリー・カレロとのニーロの作品のファンであり、ニーロとの作品に基づいて彼女の1969年のアルバム『愛のためらい』WhoReallyCares のプロデューサーとして彼を選びんだ。
コメディアン、作家、歌手のサンドラ・バーンハードは継続的なインスピレーションとしてローラ・ニーロについて幅広く語っている。彼女はアルバム Excuses for Bad Behavior (Part One) （悪い行動の言い訳）で "The Woman I Could've Been" （私が成れたはずの女）という歌をニーロに捧げた。彼女はまた、自身の映画 Without You I'm Nothing でニーロの「アイ・ネバ―・メント・トゥ・ハート・ユー」 "I Never Meant to Hurt You" を歌った。
リッキー・リー・ジョーンズのアルバム『パイレーツ』や、「ウィ・ビロング・トゥギャザー」や「リビング・イット・アップ」などの曲は、初期のローラ・ニーロの曲を彷彿とさせ、ジョーンズはニーロの影響を認めている。
トッド・ラングレンもまた、ニーロの1960年代の音楽が彼自身の作詞作曲に強い影響を与えたことを認めている。ポップ・グループのナッズのメンバーである間、彼はニーロを高く評価し、彼女とのミーティングを手配した（彼女が『イーライと13番目の懺悔』を録音した直後に実現した）。ニーロはラングレンを彼女のバックグループの音楽監督に招待したが、ナッズに取り組んでいることから辞退せざるを得なかった。ラングレンのデビューソロアルバム Runt（1970年）には、彼女について書かれ、名前で彼女に言及している、ニーロの影響を強く受けた "Baby Let's Swing" が収録されている。ラングレンとニーロは彼女のプロとしてのキャリアの多くで友人であり続け、その後彼は彼女のアルバム『マザーズ・スピリチュアル』のレコーディングで彼女を助けた。
2012年4月14日、ニーロはロックの殿堂入りした。殿堂入りのスピーチは歌手のベット・ミドラーが行い、賞は息子のギル・ビアンキーニが受け取った。殿堂入りセレモニーでは「ストーニー・エンド」が歌手のサラ・バレリスによって演奏された。
ローラ・ニーロの名前を付けられたワスレグサのハイブリッド種が2000年に公開された。
スコットランドのバンド、コズミック・ラフ・ライダースは、2001年のアルバム Pure Escapism で感動的なトリビュートソング「ローラ・ニーロ」をリリースした。
バンド、テニスによる曲 "Mean Streets" はニーロを称賛している。
2014年7月22日、作曲家兼編曲家のビリー・チャイルズはアルバム Map to the Treasure: Reimagining Laura Nyro をリリースした。このアルバムではリッキー・リー・ジョーンズ、ショーン・コルヴィン、アリソン・クラウス、ダイアン・リーヴス、ウェイン・ショーターなどの数々のスターによって演奏される10曲のニーロの曲が取り上げられている。このアルバムからはグラミー賞の3部門にノミネートされ、ルネ・フレミングとヨーヨー・マが演奏した「ニューヨーク・テンダベリー」が最優秀編曲賞（楽器とボーカル）を受賞した。
2015年、クリスティン・スペロ・グループは高い評価を得ているツアーと共に、Spero Plays Nyro, the Music of Laura Nyro をリリースした。アルバムには、ニーロの11曲と、ローラ・ニーロとジョン・コルトレーンを讃えたクリスティン・スペロのオリジナル曲 "Laura and John" が収録されている。

## ディスコグラフィ

### スタジオ・アルバム
- 1966年 - 『モア・ザン・ナ・ニュー・ディスカバリー』More Than a New Discovery
- 1968年 - 『イーライと13番目の懺悔』Eli and the Thirteenth Confession
- 1969年 - 『ニューヨーク・テンダベリー』New York Tendaberry
- 1970年 - 『魂の叫び』Christmas and the Beads of Sweat
- 1971年 - 『ゴナ・テイク・ア・ミラクル』Gonna Take a Miracle
- 1976年 - 『スマイル』Smile
- 1978年 - 『愛の営み』Nested
- 1984年 - 『マザーズ・スピリチュアル』Mother's Spiritual
- 1993年 - 『抱擁〜犬の散歩はお願いね、そして明かりはつけておいて』Walk the Dog and Light the Light
- 2001年 - 『エンジェル・イン・ザ・ダーク』 Angel in the Dark

### ライブ・アルバム
- 1977年 – 『光の季節』Season of Lights (リマスター再発版 2008年)
- 1989年 – 『ライヴ・アット・ザ・ボトム・ライン』Laura: Live at the Bottom Line
- 2000年 - 『ライヴ・フロム・マウンテン・ステージ』Live from Mountain Stage （1990年11月11日、ラジオ番組用に録音）
- 2002年 - 『ライヴ!ザ・ルームズ・ディザイアー ファイナル・コンサート・アット・ニューヨーク1993,1994』 Live: The Loom's Desire （ニューヨークのボトムラインでの1993年と1994年のクリスマス・イヴのショーでの録音をまとめたもの）
- 2003年 – 『ライヴ・イン・ジャパン1994』 Live in Japan （1994年2月22日、大阪近鉄ホールでのライブ録音）
- 2004年 – Spread Your Wings and Fly: Live at the Fillmore East （1971年5月30日）
- 2013年 – Live at Carnegie Hall: The Classic 1976 Radio Broadcast

### Compilation albums
- 1969年 – 『ファースト・ソングス』The First Songs （1967年に改題してヴァーヴより再発売）
- 1972年 – 『ローラ・ニーロ/シングス・ハー・グレイテストヒッツ』（日本版のみ）
- 1973年 – 『ファースト・ソングス』The First Songs （1967年のヴァーヴ版のコロムビアからの再発売）
- 1980年 - 『インプレッションズ（英語版）』Impressions
- 1997年 - 『ザ・ベスト・オヴ・ローラ・ニーロ～ストーンド・ソウル・ピクニック（英語版）』Stoned Soul Picnic: The Best of Laura Nyro
- 1999年 – 『プレミアム・ベスト』（日本版のみ）
- 2001年 - 『タイム・アンド・ラヴ：エッセンシャル・マスターズ（英語版）』Time and Love: The Essential Masters
- 2006年 –  Laura Nyro-Collections (ソニー・ヨーロッパ)
- 2017年 - A Little Magic, A Little Kindness: The Complete Mono Albums Collection (Real Gone Music)